# Нельгесе
Нельгесе (якут. Нэльгэһэ) — річка в Якутії, ліва притока річки Адичі (приплив Яни).
Довжина річки — 566 км, площа водозбірного басейну — 15 200 км². Бере початок на Верхоянському хребті. Протікає в основному Янським плоскогір'ям у межах Томпонського і Верхоянського районів. Річка замерзає в жовтні і залишається під крижаним покривом до травня. Живлення снігове і дощове. Середньорічна витрата води — 43 м/с. Впадає в Адича за 351 км від її гирла.

## Гідрологія
Середньорічна витрата води за 5 км від гирла становить 61,3 м³/с, найбільший припадає на червень, найменший — на зимові місяці і більшу частину весни.

## Основні притоки
(відстань від гирла)
- 228 км — річка Сордонг (пр)
- 256 км — річка Кондекан (пр)

## Дані водного реєстру
За даними державного водного реєстру Росії і геоінформаційної системи водогосподарського районування території РФ, підготовленої Федеральним агентством водних ресурсів:
- Басейновий округ — Ленський
- Річковий басейн — Яна
- Річковий підбасейн — Адича
- Водогосподарська ділянка — Адича